# Leinesfjord
Leinesfjord est une localité du comté de Nordland, en Norvège.

## Géographie
Administrativement, Leinesfjord fait partie de la kommune de Steigen.